# Меццоюзо
Меццоюзо (італ. Mezzojuso, сиц. Menzujusu) — муніципалітет в Італії, у регіоні Сицилія, метрополійне місто Палермо.
Меццоюзо розташоване на відстані близько 460 км на південь від Рима, 30 км на південь від Палермо.
Населення — 2958 осіб (2014).
Щорічний фестиваль відбувається 19 березня та 6 грудня. Покровителі — святий Йосиф і святий Миколай.

## Демографія
Населення за роками:

Станом на 1 січня 2023 року в муніципалітеті офіційно проживало 56 іноземців з 10 країн, серед них 25 громадян країн Євросоюзу.

## Сусідні муніципалітети
- Кампофеліче-ді-Фіталія
- Віллафраті